# Evangelisterna

De fyra evangelisterna av Claesz Soutman.

Med evangelisterna avses Matteus, Markus, Lukas och Johannes, vilka alla fyra enligt kristen tradition skall ha nedtecknat Nya Testamentets fyra första böcker. Matteus och Johannes räknas båda till Jesu lärjungar. Matteus var tulltjänsteman och Johannes var fiskare. Markus var medarbetare till lärjungen Petrus och Lukas var en grekisk läkare och medarbetare till Paulus.
Evangelister kallas även de som predikar, predikanter.
Markusevangeliet anses vara det äldsta av evangelierna i NT, och uppskattas till att ha skrivits ca år 70, Matteusevangeliet ca 85, Lukasevangeliet ca 95 och Johannesevangeliet ca år 100. Originalmanuskripten var inte signerade av någon författare, och det dröjde sedan ytterligare ungefär 100 år innan de tidiga kyrkofäderna associerade respektive evangelium med namnen Matteus, Markus, Lukas och Johannes.

## Symboler
De fyra evangelisterna har fått symboler förknippade med sig hämtade från Uppenbarelseboken, i sin tur inspirerad av Hesekiels bok.
- Matteus – Bevingad människa, ängel. Symboliserar att Gud blir människa
- Markus – Bevingat lejon. Lejonet är en symbol för kunglig makt.
- Lukas – Tjur eller oxe. En symbol för offer och bön.
- Johannes – Örn. Symboliserar inspirationen av den heliga ande.

Den bevingade människan, eller ängeln, förknippas med Matteus för att det evangeliet tidigt beskriver hur Josef får en uppenbarelse av en ängel som berättar om Maria bebådelse. 
Markus inleder sitt evangelium med berättelser om Johannes Döparen i öknen och lejon var förknippade med öknen.
Tidigt i Lukas evangelium besöker Josef och jungfru Maria Jerusalems tempel där tjurar offras.
Johannes beskriver hur Jesus kom till jorden med himlen som utgångspunkt och förknippas med örnen.
Symbolerna används i kyrkokonsten tillsammans med avbildningar av evangelisterna eller som separata gestaltningar för evangelisterna. Genomgående avbildas Matteus, Markus och Lukas som gamla män som sitter inomhus och skriver medan Johannes avbildas som en ung man som sitter utomhus.